# Ischiotrichus virilis
Ischiotrichus virilis är en mångfotingart som först beskrevs av Carl Graf Attems 1934.  Ischiotrichus virilis ingår i släktet Ischiotrichus och familjen Spirostreptidae. Inga underarter finns listade i Catalogue of Life.